# Мельников, Леонид Яковлевич
Леони́д Я́ковлевич Ме́льников (21 сентября 1956, Москва — 16 марта 2020, там же) — российский валторнист, педагог, солист академического симфонического оркестра Московской филармонии, солист оркестра Большого театра, профессор Российской академии музыки имени Гнесиных, заслуженный артист Российской Федерации (1992), лауреат всероссийских и международных конкурсов.

## Биография
В 1984 году Леонид Мельников окончил музыкально-педагогический институт имени Гнесиных по классу валторны классе у Александра Рябинина. Одновременно с учёбой в институте он с 1980 по 1984 год играл в оркестре Большого театра. С 1984 года Мельников являлся солистом-концертмейстером группы валторн симфонического оркестра Московской государственной академической филармонии .
С 1976 года Леонид Мельников преподавал в РАМ имени Гнесиных. Профессор кафедры медных духовых и ударных инструментов этого учебного заведения. Кроме того, он также занимался педагогической деятельностью в музыкальном училище (колледже) имени Гнесиных (с 1987 года), детской музыкальной школе № 10 имени Бетховена, а также в детской музыкальной школе № 91 в Лефортово. Среди его учеников солисты ведущих оркестров Москвы.
Мельников давал мастер-классы в различных российских регионах, участвовал в жюри конкурсов музыкантов-исполнителей. В 1992 году ему было присвоено почётное звание заслуженный артист Российской Федерации. В 1997 Леонид Мельников был награждён медалью в честь 850-летия Москвы.

## Награды и звания
- Лауреат I премии Всероссийского конкурса музыкантов-исполнителей (Саратов, 1983)
- Лауреат I премии Всесоюзного конкурса музыкантов-исполнителей (Алма-Ата, 1984)
- Лауреат III премии Международного конкурса (1987)
- Заслуженный артист Российской Федерации (31 декабря 1992) - за заслуги в области музыкального искусства
- Медаль в честь 850-летия г. Москвы (1997)